# Sorcha Cusack
Sorcha Cusack [ˈsɔɾəxə ˈkjuːzæk] (* 9. April 1949 in Dublin) ist eine irische Schauspielerin.

## Leben
Sorcha Cusack wurde in Dublin als Tochter des Schauspielerehepaares Cyril Cusack und Maureen Cusack geboren. Sie ist die Schwester der Schauspielerinnen Sinéad Cusack und Niamh Cusack und die Halbschwester von Catherine Cusack. Sie ist mit dem Schauspieler Nigel Cooke verheiratet. Das Paar hat zwei Kinder, einen Sohn und eine Tochter. Beth Cooke ist ebenfalls Schauspielerin.
Cusack begann ihre Karriere 1973 mit der Hauptrolle in der Miniserie Jane Eyre, seither spielte sie in zahlreichen Fernsehserien und -filmen wie auch Kinofilmen. Bekannt ist sie insbesondere für ihre Rollen als Kate Wilson in der Fernsehserie Casualty (1994–1997) und als Mrs McCarthy in der Fernsehserie Father Brown (2013–2022). In Guy Ritchies Snatch – Schweine und Diamanten verkörperte sie die Mutter des von Brad Pitt gespielten Gauners Mickey. Cusack ist auch als Theaterschauspielerin aktiv.

## Filmografie (Auswahl)
- 1973: Jane Eyre (5 Folgen)
- 1992: Inspektor Morse, Mordkommission Oxford (Inspector Morse; Fernsehserie, 1 Folge)
- 1993: Agatha Christie’s Poirot (Folge 5x08 Der Juwelenraub im Grand Hotel)
- 1994: The Bill (Fernsehserie, 1 Folge)
- 1994–1997: Casualty (75 Folgen)
- 2000: Snatch – Schweine und Diamanten (Snatch)
- 2003, 2011: Silent Witness (Fernsehserie, 4 Folgen)
- 2004: Inspector Lynley (The Inspector Lynley Mysteries; Fernsehserie, 1 Folge)
- 2008: Coronation Street (19 Folgen)
- 2010–2011: Pete Versus Life (6 Folgen)
- 2011: Lewis – Der Oxford Krimi (Lewis; Fernsehserie, 1 Folge)
- 2012: Merlin – Die neuen Abenteuer (Merlin; Fernsehserie, 1 Folge)
- 2013–2022: Father Brown (98 Folgen)
- 2015: River (5 Folgen)
- 2018–2022: A Discovery Of Witches (12 Folgen)
- 2021: Adam Dalgliesh, Scotland Yard (6 Folgen)